# Вілла-Панчо (Техас)
Вілла-Панчо (англ. Villa Pancho) — переписна місцевість (CDP) в США, в окрузі Камерон штату Техас. Населення — 467 осіб (2020).

## Географія
Вілла-Панчо розташована за координатами 25°53′3″ пн. ш. 97°24′55″ зх. д. / 25.88417° пн. ш. 97.41528° зх. д. (25.884202, -97.415366).  За даними Бюро перепису населення США в 2010 році переписна місцевість мала площу 0,72 км², уся площа — суходіл.

## Демографія
Згідно з переписом 2010 року, у переписній місцевості мешкало 788 осіб у 204 домогосподарствах у складі 174 родин. Густота населення становила 1096 осіб/км².  Було 227 помешкань (316/км²).
Расовий склад населення:
| - 91,0 % — білих - 0,8 % — корінних американців - 0,3 % — чорних або афроамериканців - 4,9 % — осіб інших рас |

До двох чи більше рас належало 3,0 %. Частка іспаномовних становила 96,3 % від усіх жителів.
За віковим діапазоном населення розподілялося таким чином: 33,1 % — особи молодші 18 років, 56,7 % — особи у віці 18—64 років, 10,2 % — особи у віці 65 років та старші. Медіана віку мешканця становила 28,3 року. На 100 осіб жіночої статі у переписній місцевості припадало 90,3 чоловіків;  на 100 жінок у віці від 18 років та старших — 87,5 чоловіків також старших 18 років.
Середній дохід на одне домашнє господарство  становив 28 442 долари США (медіана — 22 917), а середній дохід на одну сім'ю — 32 198 доларів (медіана — 25 605). За межею бідності перебувало 43,4 % осіб, у тому числі 53,2 % дітей у віці до 18 років та 74,8 % осіб у віці 65 років та старших.
Цивільне працевлаштоване населення становило 149 осіб. Основні галузі зайнятості: освіта, охорона здоров'я та соціальна допомога — 32,9 %, мистецтво, розваги та відпочинок — 14,8 %, публічна адміністрація — 13,4 %.